# ساخته شدن فانی و الکساندر

ساخته شدن فانی و اسکندر ( سوئدی: Dokument Fanny och Alexander) فیلمی است مستند به کارگردانی اینگمار برگمان که در سال ۱۹۸۴ تولید شد. مدت زمان فیلم ۱۱۰ دقیقه است و فیلمبرداری آن توسط آرن کارلسون انجام شده است.  این فیلم که به روند ساخته شدن فیلم فانی و الکساندر می‌پردازد، اولین بار در ۱۶ سپتامبر ۱۹۸۴ در موسسه فیلم سوئد با حضور و سخنرانی برگمن به نمایش درآمد. در ۱۸ اوت ۱۹۸۶  همراه با نمایش مجدد فیلم فانی و الکساندر، از تلویزیون سوئد پخش شد. در سال ۲۰۱۱ مجموعه کرایتریون در نسخه بلوری فیلم فانی و الکساندر، این مستند را نیز گنجاند. 
"ساخته شدن فانی و الکساندر در سال ۱۹۸۶ برنده جایزه بهترین مستند از جشنواره بین‌المللی فیلم شیکاگو شد و در سال ۱۹۸۷ به عنوان «بهترین فیلم درباره فیلم» جایزه گلدن گیت جشنواره بین‌المللی فیلم سان فرانسیسکو را به خود اختصاص داد. 

## داستان
یک وقایع نگاری مستند درباره روند ساخته شدن فیلم برنده اسکار فانی و الکساندر. 
- دانیل برگمن در نقش خودش
- اینگمار برگمان در نقش خودش
- گونار بیورنستراند در نقش خودش
- آلان ادوال در نقش خودش
- اوا فرولینگ در نقش خودش
- لارس کارلسون در نقش خودش
- ارلاند یوسفسون در نقش خودش
- سون نیکویست در نقش خودش
- پیتر شیلت در نقش خودش